# Zcash
Zcash (ZEC) je decentralizovaná open-source peer-to-peer kryptoměna zaměřená na ochranu soukromí, odvozená z kódové základny Bitcoinu s hlavní inovací přidání šifrované účetní knihy využívající důkazy s nulovými znalostmi.
Zcash vznikl oddělením od Bitcoinu v roce 2013, jeho hlavním cílem bylo řešit lépe ochranu soukromí jeho uživatelů (anonymizace odesílatele a příjemce transakcí).
Transakce mohou být transparentní, podobné bitcoinovým transakcím, nebo mohou být stíněné transakce, které používají typ důkazu s nulovými znalostmi k poskytnutí anonymity v transakcích. Mince Zcash jsou buď v transparentním, nebo ve stíněném fondu.
Uživatelé mohou používat peněženky Zcash jako Zashi, které poskytují soukromí ve výchozím nastavení tím, že vyžadují, aby prostředky byly stíněné před jejich utracením. V červenci 2025 je přibližně 20 milionů existujících mincí stíněných.

## Charakteristika
Kryptoměna Zcash je specifická především tím, že používá speciální kryptografický protokol zk-SNARK (Zero-Knowledge Succinct Non-Interactive Argument of Knowledge), který zajišťuje anonymizaci odesílatele a příjemce všech transakcí. Kvůli této vlastnosti se podle některých médií jedná o měnu, která je často využívána i v nelegálních obchodech.
Zvláštností také je, že Zcash nevznikl jako ICO (Initial Coin Offering – prvotní veřejná nabídka digitální měny), ale díky skupině investorů, kteří na počátku přispěli téměř jedním milionem dolarů na jeho rozvoj.
Zcash dlouho neměl možnost anonymních plateb na mobilní platformě. Než se objevil Sapling, tak měl software Zcashe příliš vysoké nároky na paměť. Proto nebylo možné reálně používat anonymní transakce na mobilních zařízeních. Avšak na konci roku 2018 proběhl hard fork Sapling. Tím došlo k podstatnému snížení nároků na hardwarové prostředky. Dnes již jsou k dispozici SDK (Android i iOS) pro vývoj mobilních peněženek s anonymními transakcemi. Tím se Zcash zařadil po bok další silné anonymní kryptoměny Monero. Celkový konečný počet mincí Zcash je 21 000 000. Mince je dělitelná na 8 desetinných míst. Zkratka je ZEC.

## Použití
Zcash se používá jako kryptoměna zaměřená na soukromí, která umožňuje uživatelům odesílat stíněné (soukromé) nebo transparentní (veřejné) transakce. Stíněné transakce používají důkazy s nulovými znalostmi k udržení důvěrnosti odesílatele, příjemce a částek transakcí. V červenci 2025 je přibližně 20 % celkové nabídky mincí ZEC drženo ve stíněných adresách.
Zashi, moderní peněženka vyvinutá společností Electric Coin Company, je v současnosti považována za jednu z nejvíce uživatelsky přívětivých peněženek nabízejících soukromí ve výchozím nastavení. Vynucuje stínění prostředků před utracením a zjednodušuje stíněné transakce pro uživatele napříč platformami.
Zcash používá mechanismus konsensu Proof-of-Work podobný Bitcoinu. Odměny za bloky jsou rozděleny mezi těžaře a fond pro rozvoj Zcash: 80 % odměn jde těžařům, zatímco 20 % je alokováno na udržení rozvoje Zcash. Navrhovaná budoucí aktualizace přesměruje dvě třetiny fondu pro rozvoj držitelům mincí ZEC, což jim umožní hlasovat o tom, jak jsou prostředky distribuovány—zavádějící více decentralizovaný mechanismus správy.

## Úsilí o škálovatelnost
Zcash se vyvinul prostřednictvím tří hlavních stíněných fondů, z nichž každý je více soukromý a škálovatelný než předchozí.

### Sprout (2016): Prototyp
- První řetězec soukromí používající zk-SNARKs.
- Vyžadoval "důvěryhodnou ceremonii nastavení", které se slavně účastnil Edward Snowden.
- Těžký: Potřeboval 3GB RAM na transakci. Nebyl přívětivý pro mobilní zařízení.
- Pokud by bylo nastavení kompromitováno, mohly být vytvořeny nekonečné mince bez detekce.

Dnes: v procesu ukončování. Peněženky jako Zashi automaticky migrují uživatele pryč od něj směrem k nejsoukromější a nejbezpečnější možnosti.

### Sapling (2018): Skutečná použitelnost
- 100x efektivnější: konečně použitelný na telefonech.
- Zavedl klíče pro zobrazení, diverzifikované adresy a podporu pro lehké klienty.
- Důvěryhodné nastavení stále potřebné, ale tentokrát se stovkami účastníků ve dvoufázové ceremonii (Powers of Tau[8]). Více decentralizované, ale stále kotva důvěry.

Sapling je stále podporován, ale je ukončován. Nové UX směřuje uživatele pryč od něj.

### Orchard (2022): Není potřeba žádná důvěra
- Postavený na Halo 2: rekurzivní ZK systém bez důvěryhodného nastavení.
- Žádné ceremonie. Žádné předpoklady. Žádné kotvy důvěry.
- Podporuje dávkování, ZK rollupy a efektivní synchronizaci na mobilních zařízeních.

Orchard je výchozí v moderních peněženkách Zcash dnes.

## Těžba
Nové mince kryptoměny Zcash vznikají podobným způsobem jako u Bitcoinu a většiny dalších kryptoměn, a to mechanizmem proof-of-work. Nové mince získávají těžaři jako odměnu za to, že jejich stroje ověřují transakce v této síti. Transakce je provedena (zapsána do sdíleného souboru Blockchain), až poté, co ji potvrdí potřebný počet ověřovatelů. Zcash ovšem oproti Bitcoinu používá pro ověřování transakcí algoritmus Equihash, který neumožňuje využívat k těžbě specializovaný hardware (tak jako ASIC stroje pro Bitcoin), a vyplatí se ho tedy těžit na běžných počítačích, a to především na výkonných grafických kartách.

## Aktualizace sítě
První aktualizace sítě Zcash byla provedena prostřednictvím hard forku na čísle bloku 347500, který proběhl 25. června 2018. Byla zavedena nová funkce, která umožnila uživatelům konfigurovat časy vypršení pro transakce. Pět návrhů na zlepšení Zcash, konkrétně 143, 200, 201, 203, bylo implementováno. Tato aktualizace také zlepšila ověřování podpisů, což pomohlo zlepšit rychlost transakcí.
Od té doby prošla síť Zcash několika významnými aktualizacemi, včetně implementace protokolu Sapling v roce 2018 a následně protokolu Orchard v roce 2022. V roce 2025 síť nadále vyvíjí s pokračujícími vylepšeními v soukromí, škálovatelnosti a použitelnosti, s moderními peněženkami jako Zashi nabízejícími soukromí ve výchozím nastavení a přibližně 20 % celkové nabídky ZEC drženo ve stíněných adresách.